# Hipparchia mersina
Hipparchia mersina är en fjärilsart som beskrevs av Otto Staudinger 1871. Hipparchia mersina ingår i släktet Hipparchia och familjen praktfjärilar. Inga underarter finns listade i Catalogue of Life.